# Pierre Ngolo
Pierre Ngolo (ur. 27 czerwca 1954 w Etoro-Gamboma) – kongijski polityk, od sierpnia 2011 roku sekretarz generalny Kongijskiej Partii Pracy (PCT). W latach 2002–2012 był sekretarzem generalnym Zgromadzenia Narodowego. Od 2017 roku pełni funkcję przewodniczącego Senatu.

## Dzieciństwo i młodość
Ngolo urodził się w Etoro, położonym w dystrykcie Gamboma w departamencie Plateaux. Jako nastolatek działał w Union de la jeunesse socialiste congolaise, młodzieżówce PCT. Uczęszczał na Université Marien Ngouabi w Brazzaville, gdzie studiował filozofię, następnie kontynuował studia w Reims. Po powrocie do Konga pracował jako nauczyciel filozofii w szkole średniej.

## Kariera polityczna

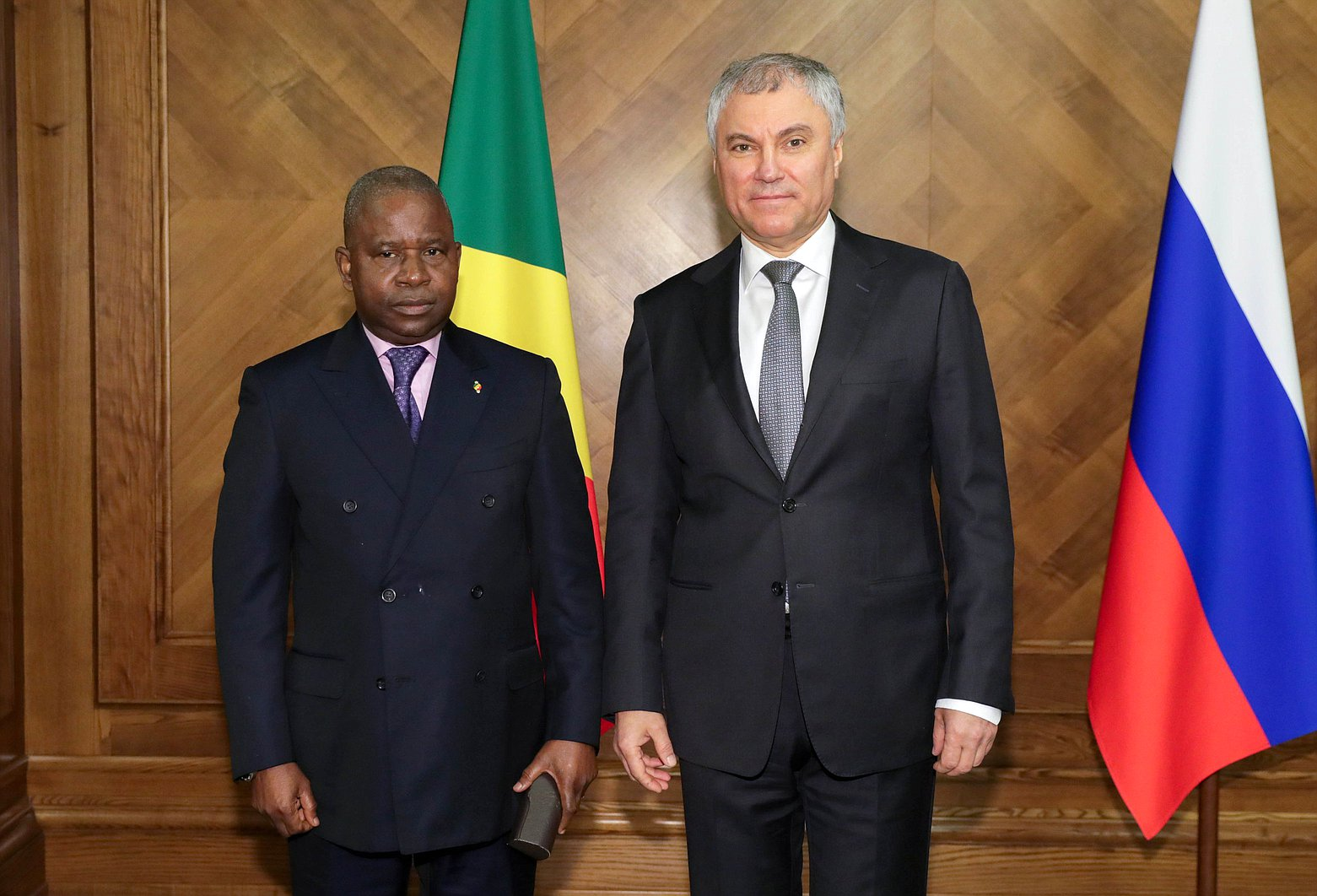
Wiaczesław Wołodin i przewodniczący Senatu parlamentu Republiki Konga Pierre Ngolo.

### Rząd przejściowy
Ngolo był jednym z 75 członków Conseil National de Transition (Narodowej Rady Tymczasowej), która w latach 1998–2002 pełniła funkcję tymczasowego parlamentu, został wyznaczony na jej pierwszego sekretarza.

### Zgromadzenie Narodowe

#### Wybory parlamentarne w 2002 roku
W wyborach parlamentarnych w czerwcu 2002 roku, jako kandydat PCT w okręgu wyborczym Ongogni, został wybrany do Zgromadzenia Narodowego, zdobywając 99,69% głosów. 10 sierpnia 2002 roku został wybrany na sekretarza generalnego Zgromadzenia Narodowego. Ngolo był delegatem na 27. konferencję Union des Parlements Africains, która odbyła się w Algierze w listopadzie 2004 roku.

#### Wybory parlamentarne w 2007 roku
W wyborach parlamentarnych w 2007 roku Ngolo startował jako kandydat PCT w okręgu Ouenzé. Uzyskał reelekcję w pierwszej turze, zdobywając 54,30% głosów. 4 września został ponownie wybrany na sekretarza generalnego Zgromadzenia Narodowego.

##### Wspólnota Gospodarcza Państw Afryki Środkowej
23 lutego 2010 roku, w Brazzaville, Ngolo oświadczył, że podczas sesji komisji międzyparlamentarnej CEMAC, która odbyła się w dniach 17–19 lutego w Malabo w Gwinei Równikowej, został wybrany na przewodniczącego Wspólnoty Gospodarczej Państw Afryki Środkowej.

#### Wybory parlamentarne w 2012 roku
W wyborach parlamentarnych w 2012 roku uzyskał reelekcję, ale nie został ponownie wybrany na stanowisko sekretarza generalnego Zgromadzenia Narodowego, jego funkcję objął Liranga Valère Gabriel Etéka-Yémet.

### Kongijska Partia Pracy
Na początku 2011 roku Ngolo został wyznaczony na sprawozdawcę komitetu przygotowawczego szóstego nadzwyczajnego kongresu PCT. Na szóstym nadzwyczajnym kongresie w Brazzaville, Ngolo został wybrany na Sekretarza Generalnego PCT. Stanowisko oficjalnie objął 25 sierpnia 2011 roku. W wyborach w 2012 roku, pod przewodnictwem Ngolo, PCT, po raz pierwszy od czasu wprowadzenia systemu wielopartyjnego, zdobyła większość parlamentarną.

### Senat
25 kwietnia 2017 roku potwierdził, że będzie się ubiegać o reelekcję do Zgromadzenia Narodowego, PCT jednak nie zdecydowała się na jego nominację. Został natomiast nominowany do ubiegania się o mandat senatora. W wyborach pośrednich w 2017 roku uzyskał 86 głosów, tym samym uzyskując mandat do Senatu. 12 sierpnia 2017 roku został wybrany na stanowisko przewodniczącego Senatu.